# Principado de Seborga
El Principado de Seborga (en italiano: Principato di Seborga) es una micronación no reconocida y sin salida al mar que reclama un área de 14 km2 (5,4 millas cuadradas; 3.500 acres) situada en el noroeste de la provincia de Imperia, en Liguria, cerca de la frontera francesa y a unos 35 kilómetros (22 millas) de Mónaco. El principado es coextensivo con la ciudad de Seborga; las reivindicaciones de soberanía fueron instigadas en 1963 por un activista local basado en reclamaciones no probadas sobre asentamientos territoriales hechos por el Congreso de Viena después de las Guerras Napoleónicas.

## Historia

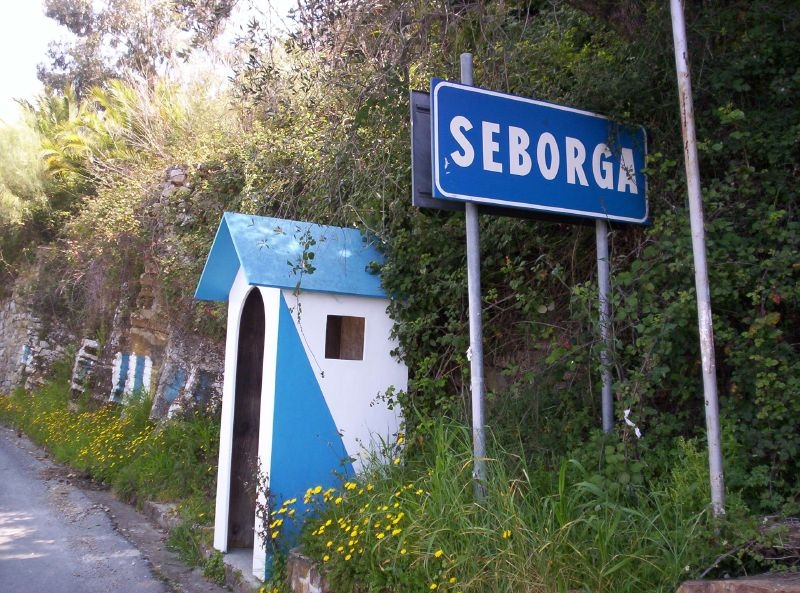
Puesto fronterizo simbólico de Seborga en la carretera que da a Seborga

La reivindicación de la soberanía de Seborga fue presentada en 1963 por un antiguo floricultor de Seborgano llamado Giorgio Carbone. Afirmaba haber encontrado documentos de los archivos del vaticano que, según Carbone, indicaban que Seborga nunca había sido posesión de la Casa de Saboya y, por tanto, no estaba legítimamente incluida en el Reino de Italia cuando se formó en 1861 durante la unificación italiana. Carbone afirmaba que Seborga había existido como estado soberano de Italia desde 954, y que desde 1079 era un principado del Sacro Imperio Romano Germánico. Las reclamaciones de soberanía afirman que Seborga fue pasada por alto por el Congreso de Viena en su redistribución de los territorios europeos tras las guerras napoleónicas.
Carbone promovió la idea de la independencia de Seborga como principado, y en 1963 los habitantes de la ciudad lo eligieron como su jefe de Estado putativo. Carbone asumió el estilo y el título de Su Tremendidad (Sua Tremendità) Giorgio I Príncipe de Seborga. Formó un "gabinete" de ministros; acuñó una moneda local, el luigino; introdujo una bandera de Seborga, una cruz blanca sobre fondo azul; y estableció un lema en latín, Sub Umbra Sede (Siéntate a la sombra). En general, la campaña de Carbone no se ha tomado en serio y se considera una treta para atraer turistas a la ciudad, aunque sus partidarios afirman que su pequeño estado ha sido reconocido por Burkina Faso.
Giorgio Carbone conservó su cargo ceremonial hasta su fallecimiento el 25 de noviembre de 2009. El cargo de "monarca" serborgano no es hereditario y, desde la muerte de Carbone, en Seborga se celebran elecciones cada siete años entre los 200 votantes censados de la ciudad. Carbone fue sucedido por el empresario Marcello Menegatto, elegido el 25 de abril de 2010 y coronado el 22 de mayo de 2010 como Su Alteza Serenísima (Sua Altezza Serenissima o SAS) Príncipe Marcello I Menegatto fue reelegido como Príncipe el 23 de abril de 2017, tras una infructuosa campaña para el cargo por parte de Mark Dezzani, un DJ radiofónico de origen británico que llevaba casi 40 años viviendo en Seborga.
El 12 de abril de 2019, Menegatto abdicó de su cargo, y fue sucedido por su exesposa, Nina Menegatto, quien fue elegida por el pueblo como Su Alteza Serenísima la Princesa Nina el 10 de noviembre de 2019
| Título              | Nombre             | Inicio del reinado      | Final del reinado       |
| ------------------- | ------------------ | ----------------------- | ----------------------- |
| Príncipe Giorgio I  | Giorgio Carbone    | 14 de mayo de 1963      | 25 de noviembre de 2009 |
| Príncipe Marcello I | Marcello Menegatto | 25 de abril de 2010     | 10 de noviembre de 2019 |
| Princesa Nina       | Nina Menegatto     | 10 de noviembre de 2019 |                         |

Entre los pretendientes al "trono" de Seborga figuran la autoproclamada "princesa" Yasmine von Hohenstaufen Anjou Plantagenet y Nicolas Mutte, escritor francés.

### Argumentos para la independencia
El principal argumento para pedir la independencia es que Seborga fue un principado independiente hasta el 20 de enero de 1729, fecha en la cual Víctor Amadeo II, rey de Cerdeña, lo compra. Desde Seborga se argumenta que esta compra nunca fue registrada por el reino sardo, por lo que el municipio se encuentra según ellos en una ambigüedad política. Además de esto, el Congreso de Viena de 1815 pasa por alto este municipio en la redistribución de los territorios europeos tras las guerras napoleónicas, e incluso en la unificación del reino de Italia (1861) no se menciona a Seborga.

## Economía
El Principado emite una moneda propia, el Luigino, sin valor legal, pero equivalente a 6 dólares. También emite sus propias matrículas, aunque sin valor y principalmente vendidas como recuerdo.
La policía municipal, análoga a la de cualquier otro municipio, es nombrada como Guardia. No existe una comisaría de los Carabinieri.
Igualmente mantienen una selección de fútbol sala, con la que organizaron un campeonato "mundial".

## Seborga en imágenes

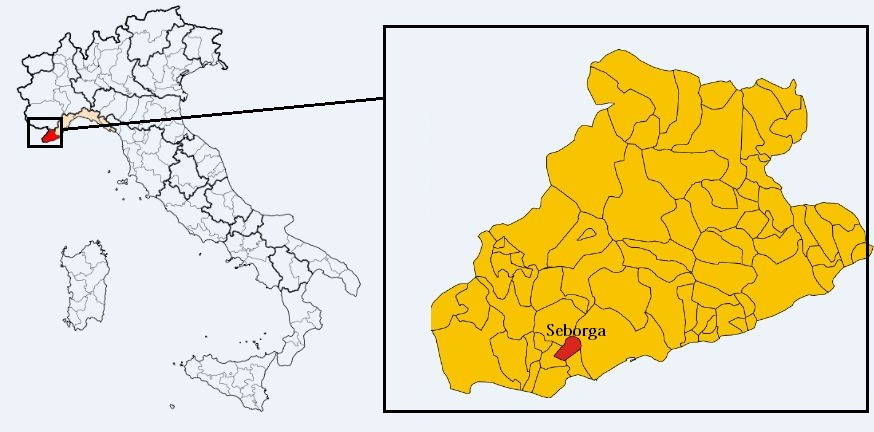
Seborga en Italia y en la provincia de Imperia
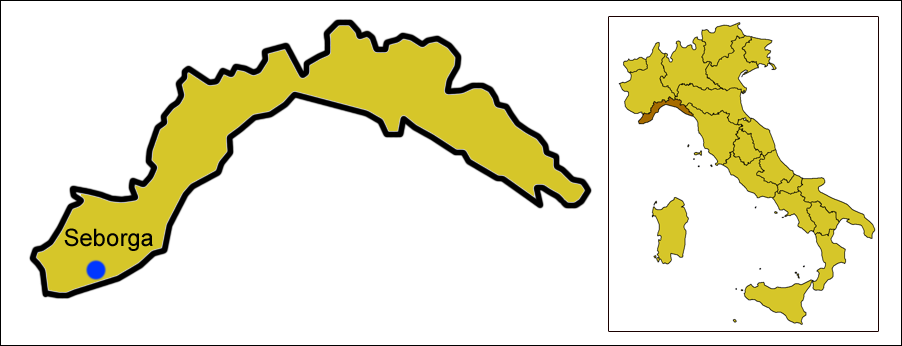
Seborga en la región de Liguria
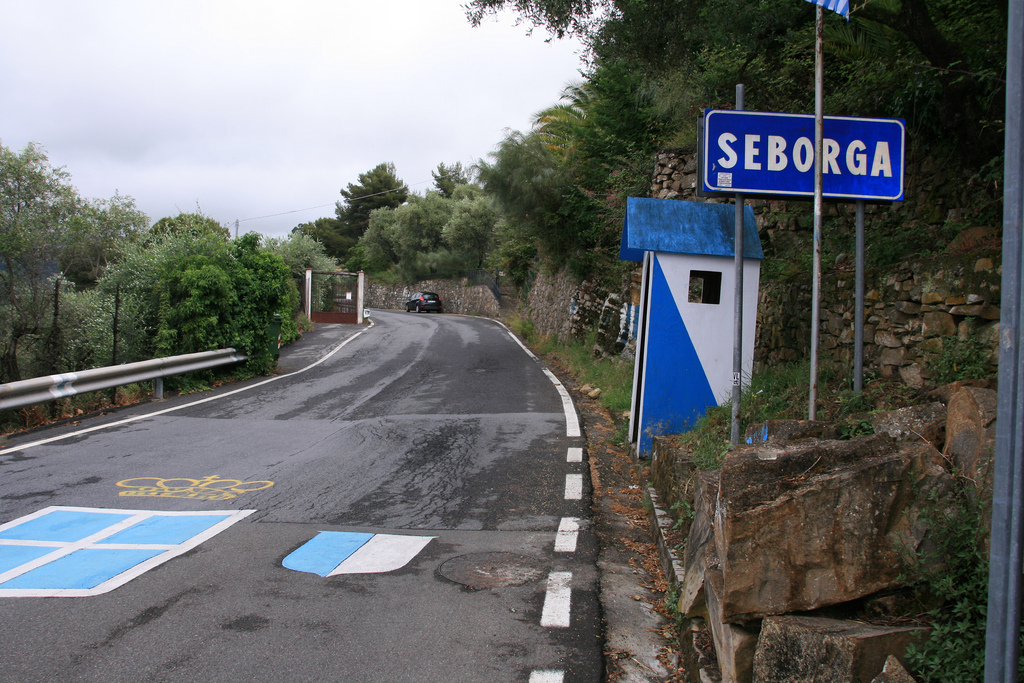
Puesto fronterizo de Seborga
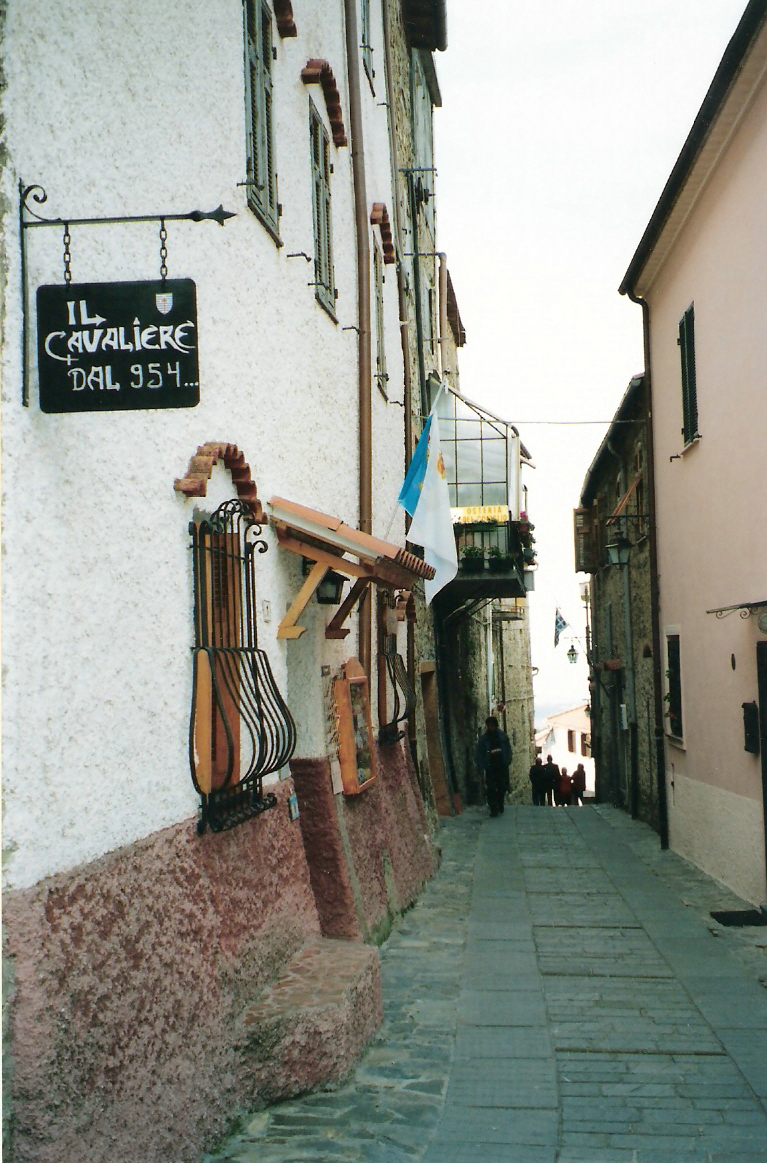
Calle en Seborga
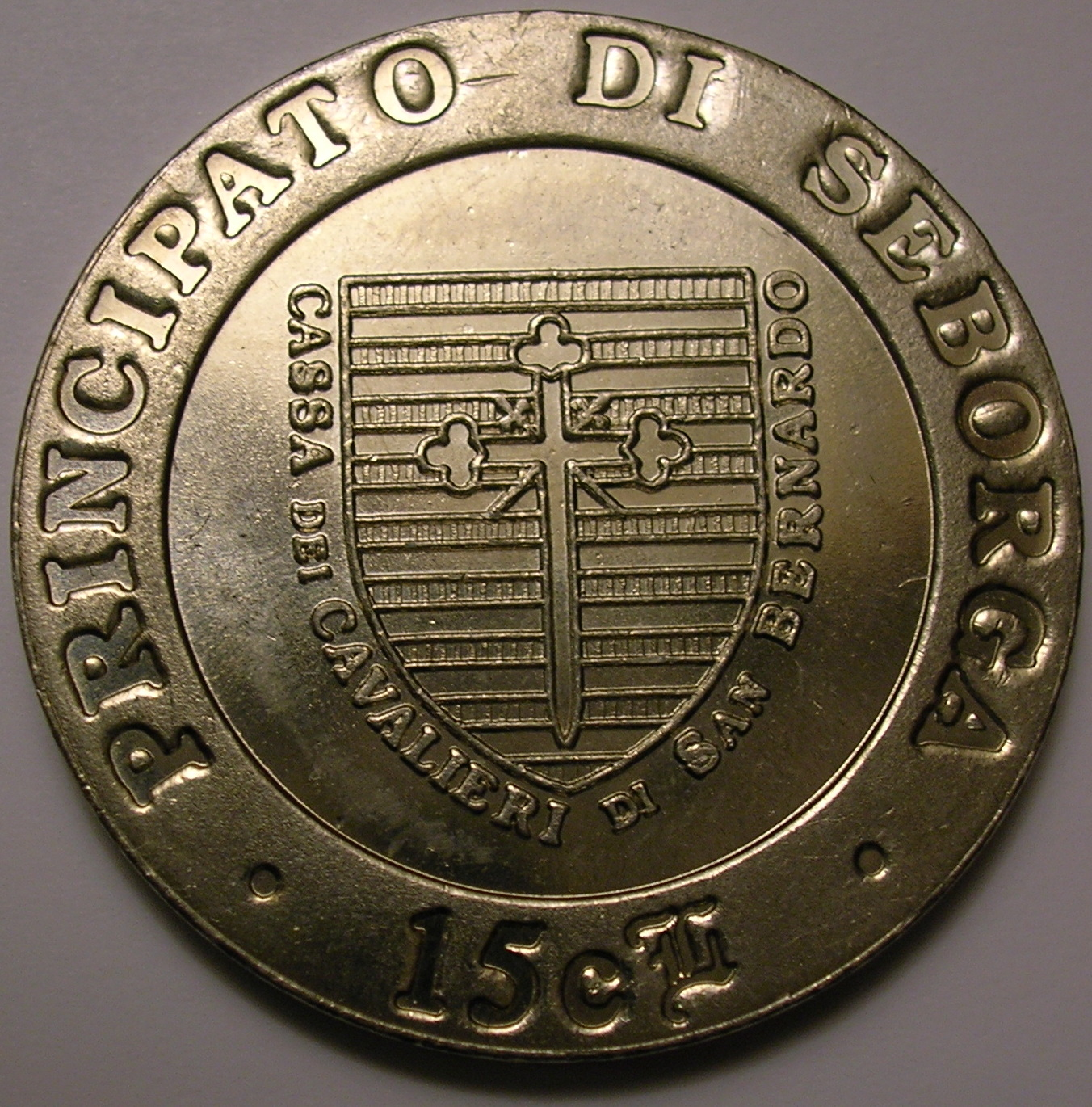
Anverso de una moneda de Luigino
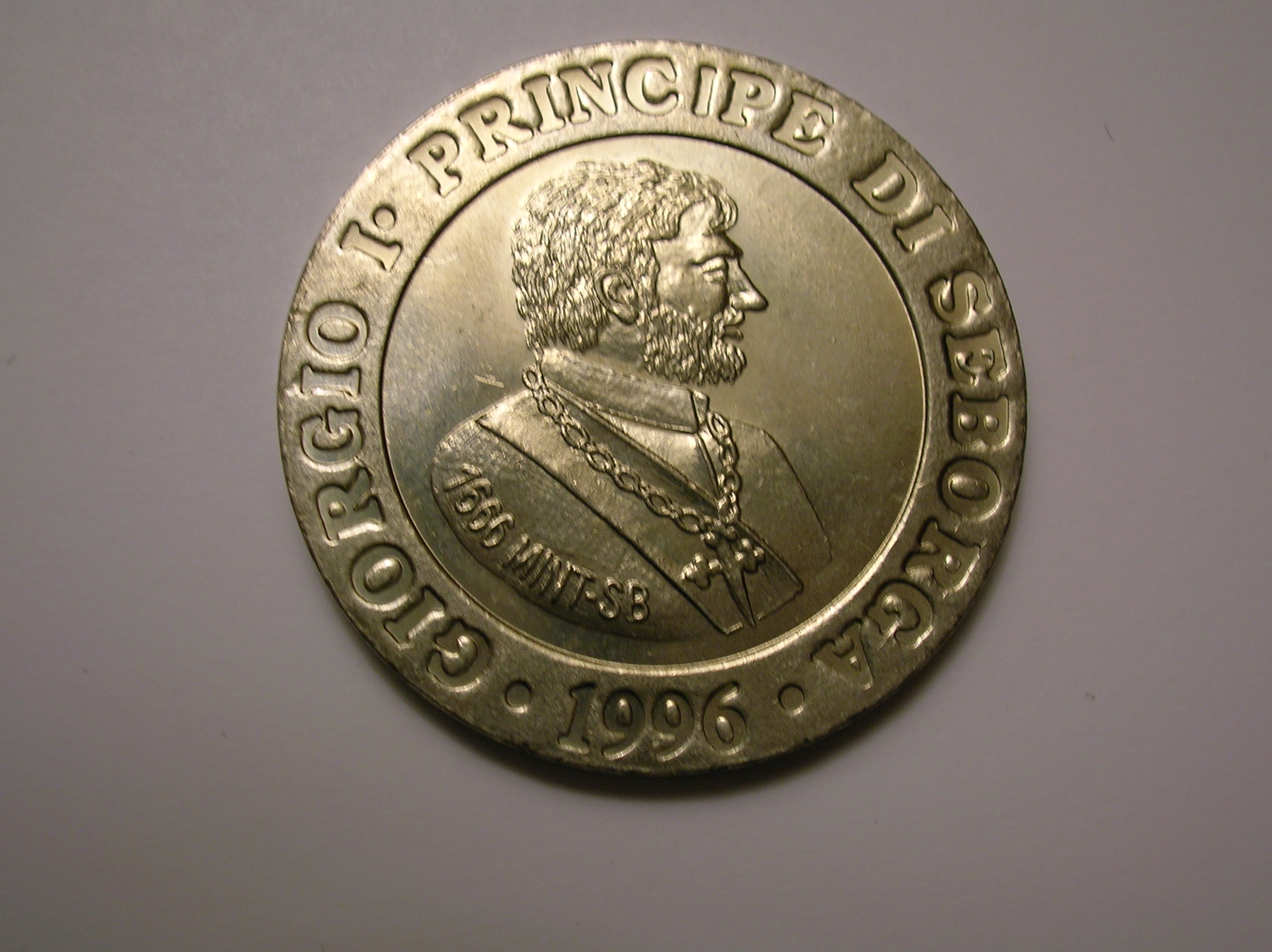
Reverso de una moneda de Luigino